# Adam Petrouš
Adam Petrouš (* 19. September 1977 in Prag, Tschechien) ist ein ehemaliger tschechischer Fußballspieler.

## Vereinskarriere
Adam Petrouš spielte in seiner Jugend für Slavia Prag. 1996/97 wechselte der Verteidiger auf Leihbasis zum Stadtrivalen Bohemians Prag und kam auf seine ersten Einsätze in der 1. Tschechischen Liga. Anfang 1998 wurde er von Slavia zurückgeholt und gehörte sofort zur Stammformation. Am 13. Februar 2002 debütierte er gegen Zypern für die Tschechische Nationalmannschaft. 
Anfang 2004 ging Petrouš in die russische Liga zu Rubin Kasan, wo er nur eine Spielzeit blieb und anschließend an FK Austria Wien ausgeliehen wurde. Im Sommer 2005 wurde er von Sparta Prag verpflichtet, wechselte aber nach nur einem halben Jahr erneut den Arbeitgeber, als er im Januar 2006 beim türkischen Erstligist Ankaraspor unterschrieb.
2007 ging Petrouš zu Slovan Liberec, im Januar 2008 wurde er bis Saisonende an den FC Erzgebirge Aue ausgeliehen. Er wurde jedoch kurz vor Saisonende suspendiert, da er keine Lust mehr auf das Training hatte. Im Juli 2008 wechselte Petrouš zum österreichischen Zweitligisten FC Admira Wacker Mödling. Im Juli 2009 wechselte er zum FK Viktoria Žižkov.
Sein knapp acht Jahre älterer Bruder Michal Petrouš ist ein ehemaliger Profispieler, der ebenfalls unter anderem für Slavia und Bohemians spielte.